# Fekete Dávid (politikus)
Fekete Dávid (Győr, 1989. február 18. –) magyar politikus, Győr alpolgármestere, önkormányzati képviselő, a Fidelitas Országos Választmányának elnöke, a Fidesz győri csoportjának alelnöke, a Széchenyi István Egyetem egyetemi adjunktusa.

## Élete
Szülővárosában él és dolgozik. Általános iskolai tanulmányait a győri Gyakorló Általános Iskolában végezte, majd a Révai Miklós Gimnázium humán-német szakán 2007-ben kitűnő érettségi vizsgát tett. 2010-ben a Budapesti Corvinus Egyetem nemzetközi tanulmányok alapszakán nemzetközi kapcsolatok szakértő, majd 2012-ben a nemzetközi tanulmányok mesterszakon kitüntetéses oklevéllel okleveles nemzetközi kapcsolatok elemző végzettséget szerzett. 

## Politikai pályafutás
2010 óta Győr egyéni választókörzetben megválasztott önkormányzati képviselője.
2012 októbere óta Győr Megyei Jogú Város alpolgármestere. Alpolgármesterként többek között a város gazdasági ügyeiért, pénzügyeiért, a városfejlesztési projektek előkészítéséért, a városban működő gazdasági társaságokkal való kapcsolattartásért felel.
2007 óta a Fidelitas győri csoportjának alelnöke. 
2015-2016. között a Fidelitas Országos Választmány alelnöke. 
2016-ban a Fidelitas Országos Választmány elnökévé választották.

## Tudományos munkásság
Az egyetemi évek alatt kezdte tudományos munkásságát, a Budapesti Corvinus Egyetem Tudományos Diákköri Konferenciájának nemzetközi tanulmányok szekciójában két alkalommal -2010-ben és 2012-ben- I. helyezést, míg az Országos Tudományos Diákköri Konferencia nemzetközi tanulmányok szekciójában 2011-ben II. helyezést ért el.
2017-ben szerzett PhD tudományos fokozatot a regionális tudományok területén, a Széchenyi István Egyetem Regionális- és Gazdaságtudományi Doktori Iskolában. Kutatási területei: nagyvárosok kormányzása és gazdaságfejlesztése.
2012 óta a Széchenyi István Egyetem oktatója, 2015-2017. között egyetemi tanársegéd, 2017 óta egyetemi adjunktus.
A Magyar Tudományos Akadémia Regionális Tudományi Bizottságának tagja. 
2016-ban kutatótársaival együtt megalakította a Gróf Bethlen István Kutatóközpontot. 

## Díjai, elismerései
- 2012. Budapesti Corvinus Egyetem Társadalomtudományi Karának Pro Facultate Junior Díja
- 2013. Honvédelemért Kitüntető Cím II. osztály [7]
- 2016. Magyar Hadisírgondozásért Kitüntető Cím bronz fokozat [8]